# Kalvholmen, Pyttis
Kalvholmen, finska: Vaskosaari, är en ö i Finland. Den ligger i Finska viken och i kommunen Pyttis i den ekonomiska regionen  Kotka-Fredrikshamn i landskapet Kymmenedalen, i den södra delen av landet. Ön ligger omkring 11 kilometer väster om Kotka och omkring 100 kilometer öster om Helsingfors.
Öns area är 4,6 hektar och dess största längd är 0,5 kilometer i sydöst-nordvästlig riktning.